# Wase
Wase és una ciutat de Nigèria, a l'estat de Plateau, a la riba del riu Wase i en la intersecció de les carreteres de Bashar, Langtang i Shendam. Una característica topogràfica notable, la Wase Rock, un puig d'uns 240 metros d'altura, s'erigeix bruscament per sobre de la sabana. La ciutat compta amb una oficina de salut i un dispensari. És capçalera de l'emirat tradicional de Wase i d'una àrea de govern local (LGA) amb una població el 2006 de 161.714 habitants.